# Cytowanie piśmiennictwa
Cytowanie piśmiennictwa – przytaczanie w tekście cudzych wywodów, powoływanie się na fakty naukowe, informacje zawarte w innych publikacjach. W naukach humanistycznych cytowanie bywa czasem określane mianem „powołania”.
Cytowanie polega na: 
- dosłownym przytoczeniu fragmentu czyjejś wypowiedzi (cytat)
- przytoczeniu w formie parafrazy (cytowanie sparafrazowane) – omówienie, streszczenie, przedstawienie w formie syntetycznej, uogólnienie za pomocą własnych słów faktów naukowych lub wypowiedzi innych autorów.

## Systemy cytowań
Stosowane są trzy systemy cytowań. 
- Pierwszy z nich określany jako system tradycyjny (system oksfordzki[2] – ang. Oxford Referencing System) polega na podawaniu przypisów bibliograficznych. Tekst główny łączy się z przypisami za pomocą odnośników (odsyłaczy). Przypis zawiera podstawowy opis bibliograficzny dokumentów z których pochodzą cytaty lub informacje. Przypisy zamieszczane są u dołu stronnicy i oddzielone są od tekstu głównego odstępem.

- Drugi system określany jest jako system harwardzki (ang. Harvard System) lub system autor-rok. W systemie tym funkcję przypisów pełni bibliografia załącznikowa. Odwołania w tekście głównym kończą się podaniem nazwiska autora i daty publikacji dokumentu. Powołanie na określony fragment dokumentu wymaga podania poza nazwiskiem autora i roku także strony publikacji źródłowej. Jeśli publikacja ma dwóch autorów, podawać należy oba nazwiska. Gdy autorów jest trzech i więcej, po pierwszym nazwisku zamieścić należy skrót i in. (= i inni) lub et al. (=et alii). Opisy bibliograficzne w bibliografii załącznikowej powinny być uporządkowane alfabetycznie według nazwisk autorów[3].

Przykład:

Jak pisze Kowalski (1990), problem ma charakter interdyscyplinarny.

Wcześniejsze badania wykazały, że dziwogłówka wiosenna rozmnaża się przez partenogenezę (Kowalski 1950, Ygrekowski i Iksiński 2008)

W różnych dyscyplinach naukowych i czasopismach preferowane są różne formy zapisu cytowania w tekście (np. nazwiska pisane są kapitalikami). W przypadku cytowania utworu zbiorowego (wielu autorów) zazwyczaj wymienia się jedynie dwóch lub trzech pierwszych autorów (Nowakowski i Kowalski 1978, Smith & Jonnson 2007), gdy jest więcej współautorów, wymienia się tylko pierwszego, np. Nowakowski i in. 2005, Kwiatkowski et al. 1997.
- Trzeci system nazywany jest systemem vancouverskim (ang. Vancouver System) lub systemem autor-numer. W tekście podstawowym powołanie na informacje obecne w źródle kończy się numerem w nawiasie okrągłym lub kwadratowym. Przy powtórnym powoływaniu się na tę samą publikację stosuje się ten sam numer. Bibliografia załącznikowa uporządkowana jest według kolejności powołań w tekście[3].

Przykład: 

Samice komarów są hematofagami [3, 5].

 gdzie cyframi w nawiasie kwadratowym oznaczono odwołania do publikacji, zamieszczonych na końcu pracy w formie pełnej bibliografii, w kolejności powoływania się w tekście.
Cytowanie w tekście wykorzystywane w Polsce jest głównie w naukach przyrodniczych (ścisłych), rzadziej w naukach humanistycznych. W tych ostatnich częściej wykorzystuje się cytowanie przez przypis.

## Cytat a cytowanie
- Cytat (w wąskim rozumieniu) jest dosłownym przytoczeniem cudzych słów (także zapisanych), jednoznacznie wyróżnionych w tekście znakiem cudzysłowu lub kształtem i kolorem czcionki. Cytat odnosi się do dzieła (utworu) a więc dotyczy prawa autorskiego.
- Cytowanie (w sensie publikacji naukowej) to powoływanie się, przytaczanie dzieł poprzedników, przytaczanie danych bibliograficznych, wskazanie źródeł informacji naukowych, cytowanie to zapożyczanie cudzych myśli bez dosłownego ich przytaczania (ale ze wskazywaniem źródeł). W pracach stosuje się cytowanie w tekście lub cytowanie za pomocą odnośników. Cytowanie w powyższym sensie nie podlega prawu autorskiemu, jako że dotyczy faktów naukowych i teorii. Cytować można dosłownie, a więc poprzez cytat, lub niedosłownie (cytowanie przez parafrazę).